# Josep Pons Fort
Josep Pons Fort (Sabadell, 1932-2015) fou judoka i directiu esportiu català.
Pioner del judo a Catalunya. Cinturó negre setè dan, s'inicià a la'Acadèmia de Judo Jiu Jitsu de Barcelona, i ben aviat es va fer un nom en aquest esport, va ser cinc vegades campió d'Espanya (1955, 1957, 1958, 1959 i 1960), medalla de bronze a l'Europeu que es va disputar a Barcelona el 1958 i l'únic representant espanyol en el primer Campionat del Món que va tenir lloc el mateix any a Tòquio. Va ser president de la Federació Catalana de Judo entre 1981 i 1984 i vicepresident de la Federació Espanyola de Judo. També va ser àrbitre, director tècnic i cofundador de la secció de judo del FC Barcelona entre 1960 i 1962. El mateix 1962 va fundar i dirigir la secció de judo del Tir Nacional i el 1966 va fer el mateix, amb el Club Judo Sant Jordi. El 1959, rebé la medalla d'or de la Federació Espanyola de Judo i la medalla al mèrit esportiu i la medalla de Forjadors de la Història Esportiva de Catalunya el 1989.